# Goggia
Goggia — рід геконоподібних ящірок родини геконових (Gekkonidae). Представники цього роду мешкають в Південно-Африканській Республіці і Намібії.

## Види
Рід Goggia нараховує 10 видів:
- Goggia braacki (Good, Bauer & Branch, 1996)
- Goggia essexi (Hewitt, 1925)
- Goggia gemmula (Bauer, Branch & Good, 1996)
- Goggia hewitti (Branch, Bauer & Good, 1995)
- Goggia hexapora (Branch, Bauer & Good, 1995)
- Goggia incognita Heinicke, Turk & Bauer, 2017
- Goggia lineata (Gray, 1838)
- Goggia matzikamaensis Heinicke, Turk & Bauer, 2017
- Goggia microlepidota (V. FitzSimons, 1939)
- Goggia rupicola (V. FitzSimons, 1938)